# Excoecaria philippinensis
Excoecaria philippinensis är en törelväxtart som beskrevs av Elmer Drew Merrill. Excoecaria philippinensis ingår i släktet Excoecaria och familjen törelväxter. Inga underarter finns listade i Catalogue of Life.